# João Schmidt
João Felipe Schmidt Urbano (São Paulo, 3 d'maig de 1993), més conegut com a João Schmidt, és un futbolista brasiler que juga al Kawasaki Frontale de centrecampista.

## Palmarès

### Club
São Paulo
- Copa Sudamericana: 2012

### Internacional
Brasil sub-20
- Torneig de Toulon: 2013